# Nick Wammes
Nick Wammes, né le 21 octobre 1999 à London (Ontario), est un coureur cycliste canadien, spécialiste des épreuves de vitesse sur piste.

## Biographie
À l'âge de douze ans, Nick Wammes commence le cyclisme, dans un premier temps avec des disciplines d'endurance sur piste et sur route. Début 2016, il décide de se concentrer sur les disciplines du sprint sur piste.
En janvier 2019, il fait ses débuts en Coupe du monde lors des tournois de vitesse et de keirin à Cambridge, en Nouvelle-Zélande. Il représente le Canada aux Jeux panaméricains de 2019 à Lima, terminant neuvième de la vitesse. Quelques semaines plus tard, il remporte trois titres nationaux en keirin, vitesse individuelle et par équipes. 
En août 2021, il participe aux Jeux olympiques de Tokyo, où il est rapidement éliminé sur la vitesse individuelle et le keirin. Le mois suivant, il remporte la vitesse par équipes de la manche de Coupe des nations à Cali.
En 2022, il est vice-champion panaméricain de vitesse par équipes. Il décroche également trois tops 10 aux Jeux du Commonwealth, dont la quatrième place en vitesse par équipes. Lors de la saison 2023, il est médaillé d'or en vitesse par équipes lors des Jeux panaméricains et des championnats panaméricains.
Durant l'été 2024, il est à nouveau vice-champion panaméricain de vitesse par équipes. Il est sélectionné pour ses deuxièmes Jeux olympiques à Paris, où il se classe 10e de la vitesse par équipes, 12e de la vitesse individuelle et 13e du keirin.

## Palmarès

### Jeux olympiques
- Tokyo 2020
  - 14e de la vitesse individuelle
  - 27e du keirin
- Paris 2024
  - 10e de la vitesse par équipes
  - 12e de la vitesse individuelle
  - 13e du keirin

### Coupe des nations
- 2021
  - 1er de la vitesse par équipes à Cali (Ryan Dodyk et Hugo Barrette)
- 2024
  - 3e de la vitesse par équipes à Milton

### Jeux panaméricains
- Santiago 2023
  -  Médaillé d'or de la vitesse par équipes

### Championnats panaméricains
- Lima 2022
  -  Médaillé d'argent de la vitesse par équipes
- San Juan 2023
  -  Médaillé d'or de la vitesse par équipes
- Carson 2024
  -  Médaillé d'argent de la vitesse par équipes
- Asuncion 2025
  -  Médaillé de bronze du keirin

### Championnats du Canada
- 2016
  -  Champion du Canada de vitesse par équipes juniors
- 2019
  -  Champion du Canada du keirin
  -  Champion du Canada de vitesse individuelle
  -  Champion du Canada de vitesse par équipes
- 2022
  -  Champion du Canada de vitesse individuelle
  -  Champion du Canada de vitesse par équipes
- 2023
  -  Champion du Canada de vitesse par équipes